# Fruitcake (Sabrina Carpenter)
Fruitcake è un EP natalizio della cantante statunitense Sabrina Carpenter, pubblicato il 17 novembre 2023 dalla Island.

## Tracce
1. A Nonsense Christmas – 2:33 (testo: Sabrina Carpenter, Julian Bunetta, Steph Jones)
2. Buy Me Presents – 2:57 (testo: Sabrina Carpenter, Steph Jones, John Ryan)
3. Santa Doesn't Know You Like I Do – 3:09 (testo: Sabrina Carpenter, Julian Bunetta, Amy Allen)
4. Cindy Lou Who – 2:01 (testo: Sabrina Carpenter, John Ryan, Amy Allen)
5. Is It New Years Yet? – 2:38 (testo: Sabrina Carpenter, John Ryan, Amy Allen)
6. White Xmas – 2:26 (testo: Irving Berlin) – cover di Irving Berlin

## Classifiche
| Classifica (2024-25) | Posizione massima |
| -------------------- | ----------------- |
| Australia            | 14                |
| Austria              | 17                |
| Belgio (Fiandre)     | 6                 |
| Belgio (Vallonia)    | 38                |
| Canada               | 29                |
| Croazia              | 15                |
| Finlandia            | 46                |
| Germania             | 20                |
| Grecia               | 12                |
| Irlanda              | 17                |
| Norvegia             | 16                |
| Nuova Zelanda        | 31                |
| Paesi Bassi          | 2                 |
| Regno Unito          | 5                 |
| Spagna               | 8                 |
| Stati Uniti          | 10                |
| Svezia               | 40                |

## Date di pubblicazione
| Paese | Data di pubblicazione | Formato                      | Nota                      |
| ----- | --------------------- | ---------------------------- | ------------------------- |
| Mondo | 17 novembre 2023      | download digitale, streaming | [ 8 ] [ 9 ] [ 10 ] [ 11 ] |
| Mondo | 6 dicembre 2024       | CD, LP, MC                   | [ 8 ] [ 9 ] [ 10 ] [ 11 ] |